# Karalin (obwód homelski)
Karalin (biał. Каралін; ros. Каролин, Karolin) – osiedle na Białorusi, w obwodzie homelskim, w rejonie homelskim, w sielsowiecie Cierucha, nad Cieruchą.